# 도마고이 비다
도마고이 비다(크로아티아어: Domagoj Vida, 1989년 4월 29일~)는 크로아티아의 축구 선수이다. 현재 그리스 수페르리가 엘라다의 AEK 아테네에서 수비수로 뛰고 있으며 크로아티아 축구 국가대표팀의 부주장직도 맡고 있다.

## 클럽 경력
나시체 출신이며 오시예크에서 성장했다. 2006년 NK 오시예크에서 데뷔하여 2009-10 시즌까지 95경기 6골을 기록하며 2007-08 프르바 HNL 3위 입상에 기여한 뒤 독일 분데스리가의 바이어 04 레버쿠젠로 이적하여 분데스리가 2010-11 준우승, 2010-11년 UEFA 유로파리그 16강 진출 등에 일조했으나 리그에서는 단 1경기 출장에 그쳤다.
2010-11 시즌 종료 후 디나모 자그레브 이적을 통해 고국으로 돌아와 2012-13 시즌 중반까지 공식전 75경기 8골을 기록하며 2011-12 리그 우승, 2011-12년 크로아티아컵 우승을 맛보았고 2012-13 시즌 중반쯤 약 83억원의 이적료로 우크라이나 프리미어리그의 강호 디나모 키이우의 유니폼으로 갈아입은 후 2017-18 시즌 중반까지 공식전 161경기 13골을 기록하면서 리그 2연패(2014-15, 2015-16), 2016-17 리그 준우승, 2012-13 리그 3위, 우크라이나컵 2연패(2013-14, 2014-15), 2016년 우크라이나 슈퍼컵 우승, 2017년 우크라이나 슈퍼컵 준우승 등의 주역으로 활약했다.
그 후 2018년 1월 3일 튀르키예 쉬페르리그의 명문 베식타시 JK로 이적하여 현재까지 2017-18 튀르키예컵 4강, 2020-21 튀르키예컵 우승, 2020-21년 리그 우승, 2년 연속 리그 3위(2018-19, 2019-20) 등의 성과를 거두었다.

## 국가대표팀 경력
2010년 5월 23일 오시예크에서 열린 웨일스와의 친선 경기에서 후반 35분 다리요 스르나와의 교체 투입을 통해 국제 A매치 데뷔전을 치른 후 UEFA 유로 2012 본선에 참가했으나 팀은 조별리그에서 탈락했다.
그 후 이듬해인 2013년 9월 10일 K리그1 전북 현대 모터스의 홈 구장인 전주월드컵경기장에서 열린 대한민국과의 원정 친선 경기에서 A매치 데뷔골을 터뜨리며 팀의 2-1 승리에 기여했고 이후 2014년 FIFA 월드컵(조별리그 탈락), UEFA 유로 2016(16강 진출) 등에 참가했다.
그리고 2018년 FIFA 월드컵 본선 엔트리에도 합류, 소치에서 열린 개최국 러시아와의 8강전에서 연장 전반 11분 팀의 2번째 득점을 안겼고, 2-2로 승부를 가리지 못한 채 접어든 승부차기에서도 4번째 키커로 PK를 성공시키며 팀의 4강 진출을 견인했다. 이를 기반으로 크로아티아는 사상 첫 월드컵 준우승이라는 새로운 역사를 만들었다.
그러나 2020년 11월 11일 튀르키예와의 친선 경기를 앞두고 실시된 코로나19 추가 PCR 검사에서 확진 판정을 받으면서 전반전이 끝난 직후 교체 아웃되었다.
2022년 FIFA 월드컵 국가대표로도 선발되었으나, 전 경기에 결장하며 크로아티아의 3위를 벤치에서 지켜봐야 했다.

## 수상

### 클럽
NK 오시예크
- 프르바 HNL : 3위 (2007-08)

 바이어 04 레버쿠젠
- 독일 분데스리가 : 준우승 (2010-11)

디나모 자그레브
- 프르바 HNL : 우승 (2011-12)
- 크로아티아컵 : 우승 (2011-12)

 디나모 키이우
- 우크라이나 프리미어리그 : 우승 (2014-15, 2015-16), 준우승 (2016-17), 3위 (2012-13)
- 우크라이나컵 : 우승 (2013-14, 2014-15)
- 우크라이나 슈퍼컵 : 우승 (2016), 준우승 (2017)

 베식타시 JK
- 튀르키예 쉬페르리그 : 우승 (2020-21), 3위 (2018-19, 2019-20)
- 튀르키예컵 : 우승 (2020-21), 4강 (2017-18)

### 국가대표팀
크로아티아
- FIFA 월드컵 : 준우승 (2018)[1]

### 개인
- 브라니미르 공작 훈장 : 2018

## 같이 보기
- A매치 100경기 이상 출전한 축구 선수 명단